# Ежовник солончаковый
Ежовник солончаковый, или Биюргун  (лат. Anabasis salsa) — вид цветковых растений рода Ежовник (Anabasis) семейства Амарантовые (Amaranthaceae).

## Распространение и экология
В природе ареал вида охватывает Евразию — юго-восточные районы Европейской части России, восточные районы Азербайджана, северные районы Ирана и Центральной Азии.
Произрастает в больших количествах по солончакам, в пустынных ценозах на щебнистой солонцеватой почве, в полынно-солончаковых пустынях и такырах.

## Ботаническое описание

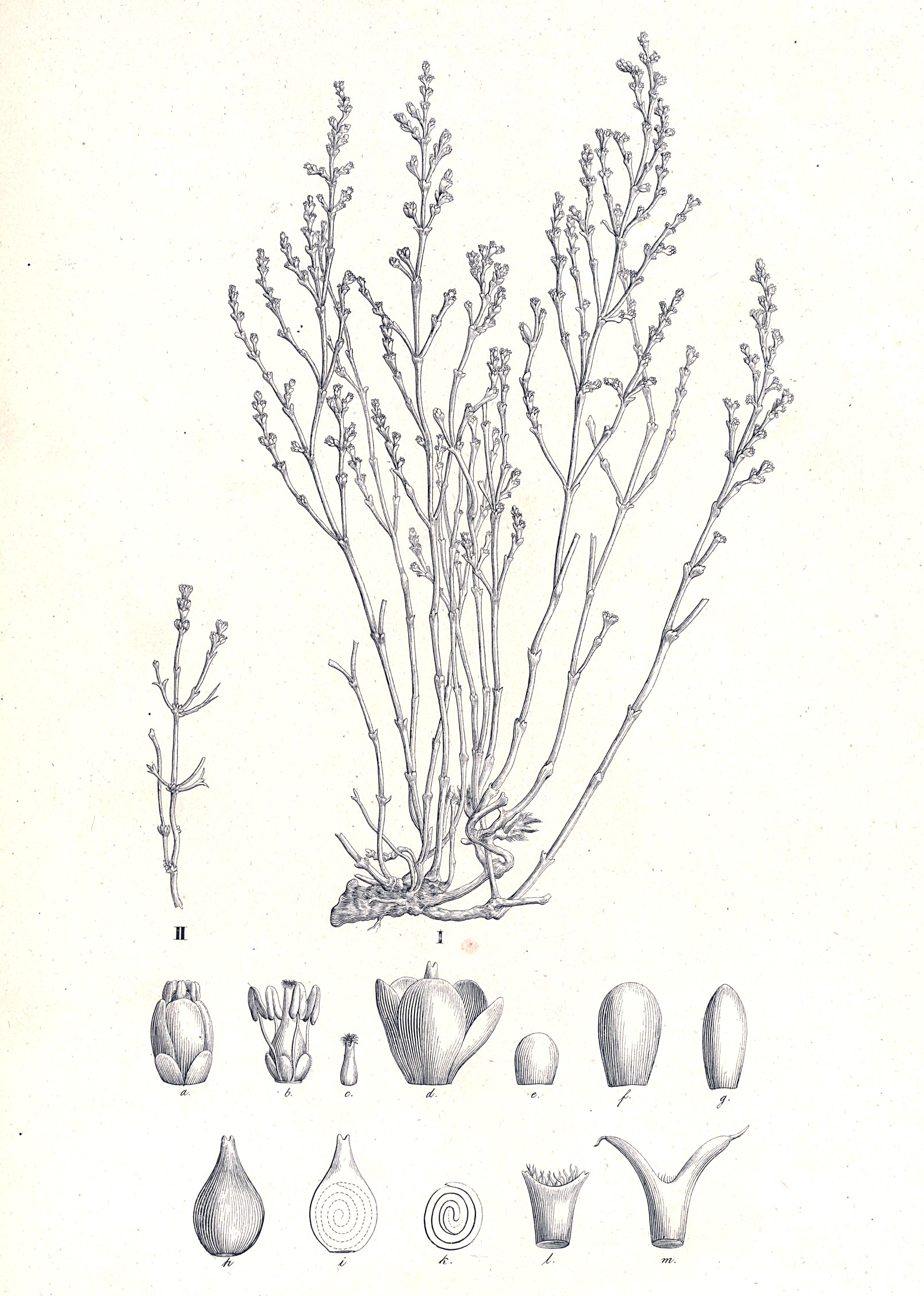

Полукустарничек высотой 5—25 см, внизу с деревянистыми, сильно разветвлёнными веточками, выпускающими многочисленные, светло- или сизо-зелёные или резко сизые, цилиндрические, диаметром у основания 1—2 мм, голые, однолетние побеги, состоящие, большей частью, из 5—12 то удлиненных (до 40 мм), то сильно укороченных (до 2—3 мм) междоузлий.
Листья мясистые, нижние и средние развитые, длиной 2—5 мм, полуцилиндрические, в верхней половине чуть расширенные, туповатые, часто с очень короткой, легко опадающей щетинкой, обычно дуговидно назад отклонённые; верхние мало развитые; прицветные широкие, чешуевидные, яйцевидно-трёхгранные, туповатые.
Цветки одиночные, с боков с широкояйцевидными, травянистыми, тупыми, короткими прицветничками, собранные в колосовидные соцветия. Листочки околоцветника плёнчатые, тупые, при плодах почти не изменяющиеся, но становящиеся перепончатыми; три из них округло-овальные, два — продолговато-овальные. Нити тычинок чередуются с яйцевидными, мясистыми, железисто-ресничатыми лопастями диска.
Плод широкояйцевидный, сочный, красный, с кровяно-красным соком, всегда слегка превышает околоцветник.

## Значение и применение
Занимая большие площади в полупустыне, имеет большое кормовое значение для верблюдов, являясь для них осенью и зимой хорошим нажировочным кормом, весной и летом поедается хуже. Для лошадей, овец и коз вреден, так как, по местным показаниям, выпадает шерсть и волосы грив и хвостов. Кормовая пастбищная масса определяется в 160—300 кг/га.